# Вибори до Чернівецької обласної ради 2010
Вибори до Чернівецької обласної ради 2010 — вибори до Чернівецької обласної ради, що відбулися 31 жовтня 2010 року. Вибори пройшли за змішаною системою.

## Результати виборів

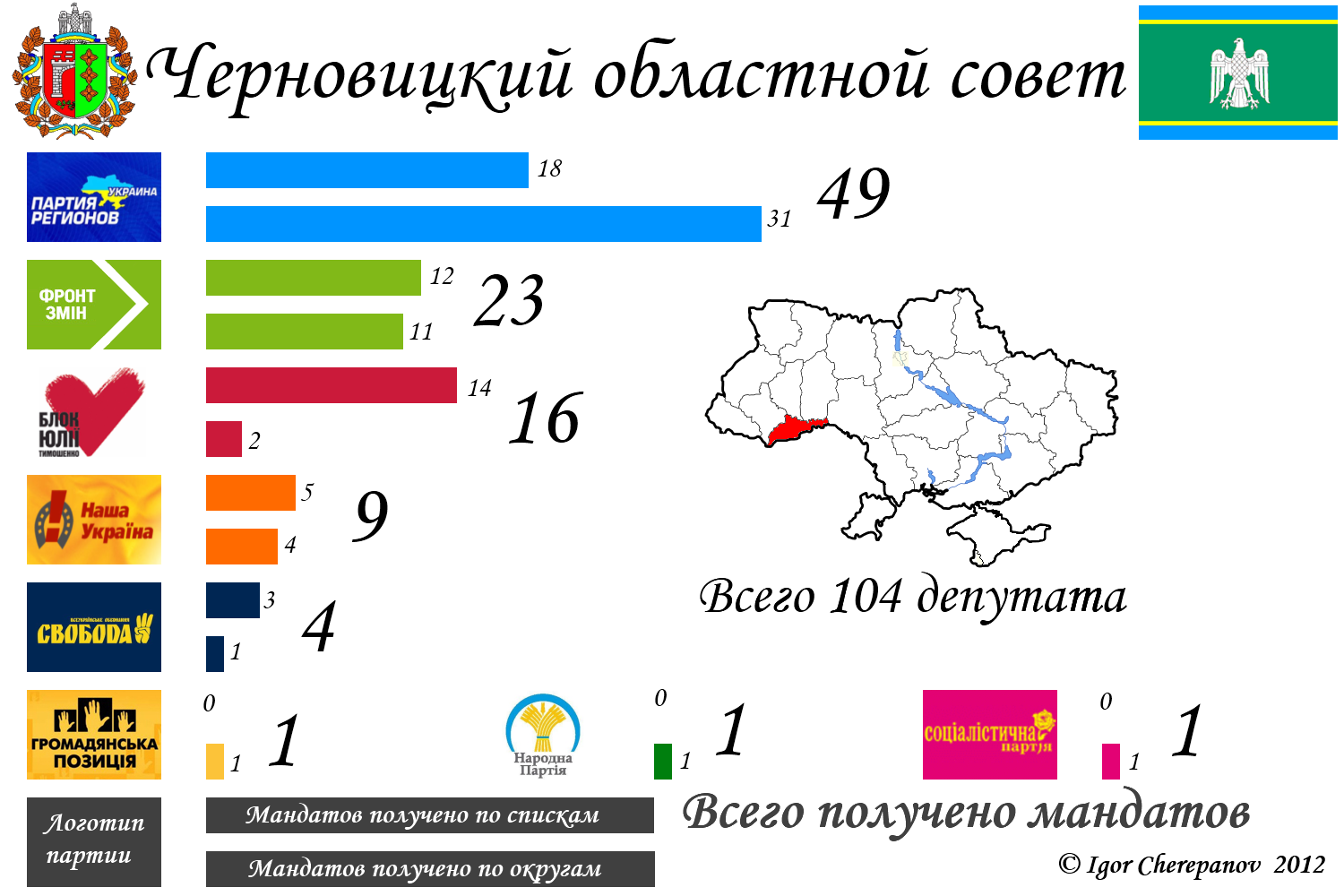
Результати виборів до Чернівецької обласної ради

### Голосування за списки партій
| №  | Партія чи блок                           | Голосів «За» | У %   | +/- відсотків у порівнянні з попередніми виборами | Місць |
| -- | ---------------------------------------- | ------------ | ----- | ------------------------------------------------- | ----- |
| 1  | Партія регіонів                          | 77286        | 21,83 |                                                   | 18    |
| 2  | Всеукраїнське об'єднання «Батьківщина»   | 57046        | 16,11 |                                                   | 14    |
| 3  | Фронт змін                               | 51236        | 14,47 |                                                   | 12    |
| 4  | Наша Україна                             | 20702        | 5,85  |                                                   | 5     |
| 5  | Всеукраїнське об'єднання «Свобода»       | 13150        | 3,71  |                                                   | 3     |
| 6  | Сильна Україна                           | 9365         | 2,64  |                                                   | —     |
| 7  | Народна партія                           | 8593         | 2,43  |                                                   | —     |
| 8  | Соціалістична партія України             | 6466         | 1,83  |                                                   | —     |
| 9  | Комуністична партія України              | 6395         | 1,81  |                                                   | —     |
| 10 | За права людини                          | 5237         | 1,48  |                                                   | —     |
| 11 | Республіканська партія України           | 4253         | 1,20  |                                                   | —     |
| 12 | Єдиний центр                             | 3810         | 1,08  |                                                   | —     |
| 13 | Українська народна партія                | 3534         | 1,00  |                                                   | —     |
| 14 | Громадянська позиція                     | 3501         | 0,99  |                                                   | —     |
| 15 | Народний рух України                     | 3291         | 0,93  |                                                   | —     |
| 16 | Партія зелених України                   | 3061         | 0,86  |                                                   | —     |
| 17 | Трудова Україна                          | 2794         | 0,79  |                                                   | —     |
| 18 | Народна влада                            | 2678         | 0,76  |                                                   | —     |
| 19 | Справедливість                           | 2294         | 0,65  |                                                   | —     |
| 20 | Народно-демократична партія              | 2228         | 0,63  |                                                   | —     |
| 21 | Народна самооборона                      | 2075         | 0,59  |                                                   | —     |
| 22 | Козацька українська партія               | 1972         | 0,56  |                                                   | —     |
| 23 | Українська соціал-демократична партія    | 1945         | 0,55  |                                                   | —     |
| 24 | Пора                                     | 1713         | 0,48  |                                                   | —     |
| 25 | Аграрна партія України                   | 1549         | 0,44  |                                                   | —     |
| 26 | Реформи і порядок                        | 1004         | 0,28  |                                                   | —     |
| 27 | Третя сила                               | 885          | 0,25  |                                                   | —     |
| 28 | Союз лівих сил                           | 829          | 0,23  |                                                   | —     |
| 29 | Прогресивна соціалістична партія України | 729          | 0,21  |                                                   | —     |
|    | Проти всіх                               | 37821        | 10,68 | —                                                 | —     |
|    | Недійсні бюлетені                        | 16667        | 4,71  | —                                                 | —     |
|    | В цілому (явка 50,79%)                   | 354111       | 100%  |                                                   |       |

### Одномандатні округи
| № | Партія                                 | Здобуто місць |
| - | -------------------------------------- | ------------- |
| 1 | Партія регіонів                        | 31            |
| 2 | Фронт Змін                             | 11            |
| 3 | Наша Україна                           | 4             |
| 4 | Всеукраїнське об'єднання «Батьківщина» | 2             |
| 5 | Всеукраїнське об'єднання «Свобода»     | 1             |
| 6 | Народна партія                         | 1             |
| 7 | Соціалістична партія України           | 1             |
| 8 | Громадянська позиція                   | 1             |

### Загальні підсумки здобутих партіями місць
| № | Партія                                 | Здобуто місць |
| - | -------------------------------------- | ------------- |
| 1 | Партія регіонів                        | 49            |
| 2 | Фронт Змін                             | 23            |
| 3 | Всеукраїнське об'єднання «Батьківщина» | 16            |
| 4 | Наша Україна                           | 9             |
| 5 | Всеукраїнське об'єднання «Свобода»     | 4             |
| 6 | Народна партія                         | 1             |
| 7 | Соціалістична партія України           | 1             |
| 8 | Громадянська позиція                   | 1             |